# Rue Raymond-Poincaré (Nancy)
Pour les articles homonymes, voir Raymond Poincaré.
La rue Raymond-Poincaré est une voie de la commune de Nancy, dans le département de Meurthe-et-Moselle, en région Lorraine.

## Situation et accès
La rue Raymond-Poincaré s'étend entre le quartier de la Gare de Nancy et le carrefour entre l'avenue de Boufflers, l'avenue Anatole France et la rue Saint-Lambert. Elle est à sens unique et relie la porte Stanislas au bas du cimetière de Préville.

## Origine du nom
La voie doit son nom à Raymond Poincaré (1860-1934), avocat et homme d'État français, président de la République entre 1913 et 1920.

## Historique
Elle s'appelait avant 1934 rue du Faubourg Stanislas.

## Bâtiments remarquables et lieux de mémoire

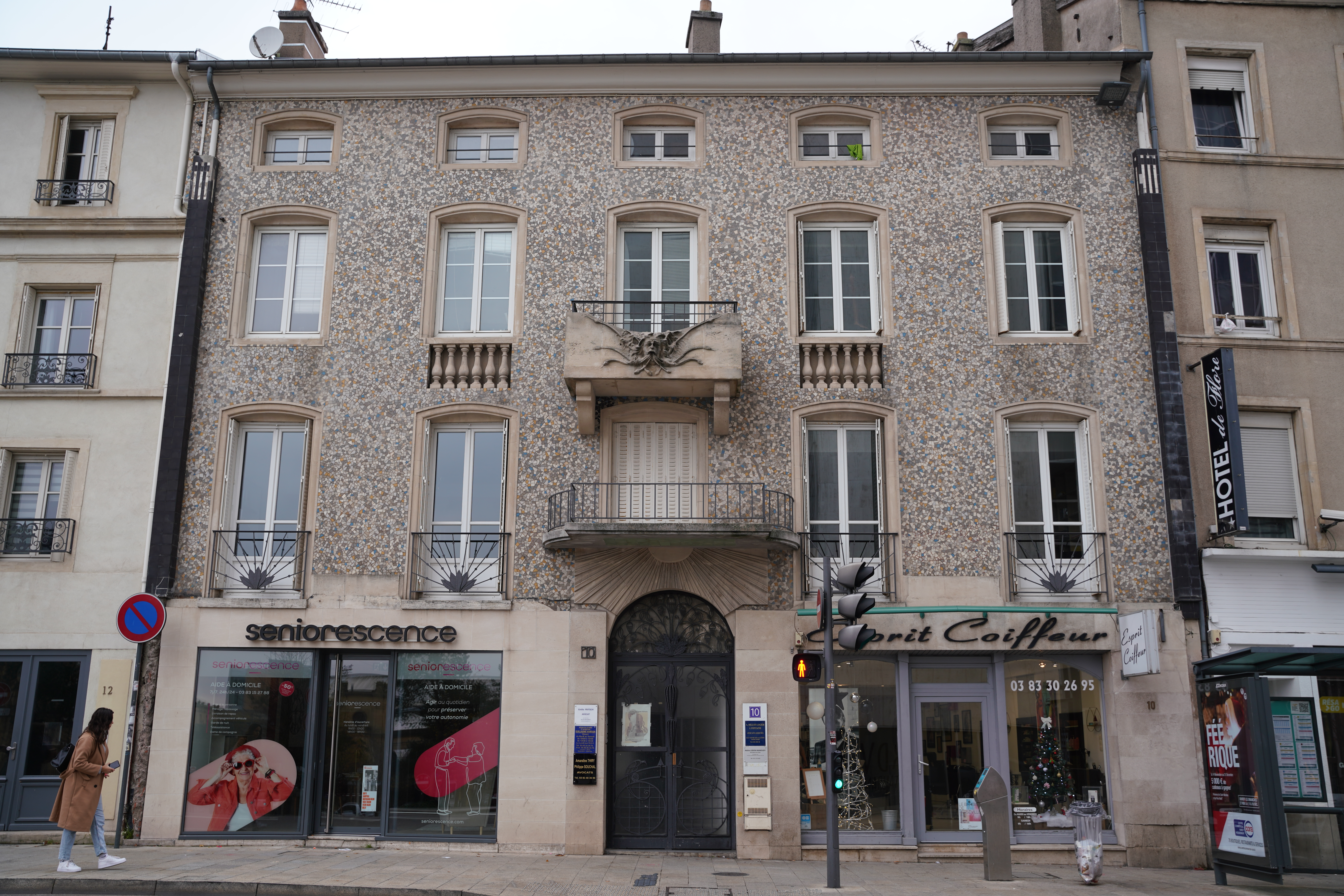
Le N°10.

À son extrémité côté centre-ville se trouve la Porte Stanislas.
Au numéro 11 s'élève la tour Thiers.
On trouvait au n°14 une ancienne institution de sourds-muets fondée par Joseph Piroux en 1829.
Aux numéros 63 et 65 (anciennement 33 puis 47 rue du faubourg Stanislas), à l'angle de la rue des Bégonias, se trouve une bâtisse de deux étages qui fut la résidence de l'horticulteur Félix Crousse à partir de 1866.

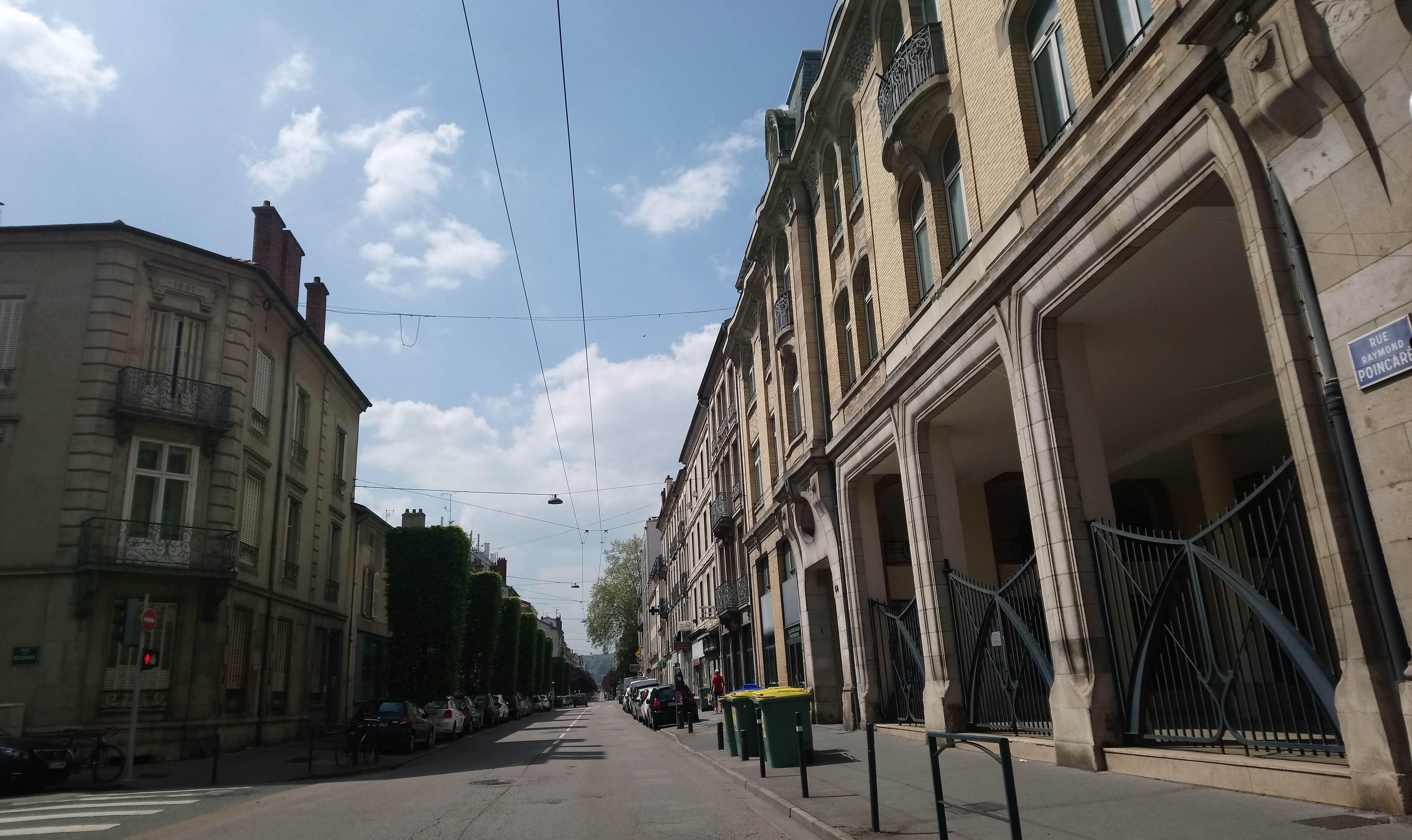
Rue Raymond-Poincaré, devant le n°64, au carrefour de la rue des Bégonias